# Ван-Бюрен (Міссурі)
Ван-Бюрен (англ. Van Buren) — місто (англ. city) в США, в окрузі Картер штату Міссурі. Населення — 747 осіб (2020).

## Географія
Ван-Бюрен розташований за координатами 37°0′30″ пн. ш. 91°0′41″ зх. д. / 37.00833° пн. ш. 91.01139° зх. д. (37.008220, -91.011286).  За даними Бюро перепису населення США в 2010 році місто мало площу 5,18 км², уся площа — суходіл.

## Демографія
Згідно з переписом 2010 року, у місті мешкало 819 осіб у 362 домогосподарствах у складі 197 родин. Густота населення становила 158 осіб/км².  Було 431 помешкання (83/км²).
Расовий склад населення:
| - 96,0 % — білих - 0,9 % — корінних американців - 1,1 % — осіб інших рас |

До двох чи більше рас належало 2,1 %. Частка іспаномовних становила 2,9 % від усіх жителів.
За віковим діапазоном населення розподілялося таким чином: 24,1 % — особи молодші 18 років, 51,2 % — особи у віці 18—64 років, 24,7 % — особи у віці 65 років та старші. Медіана віку мешканця становила 43,4 року. На 100 осіб жіночої статі у місті припадало 79,6 чоловіків;  на 100 жінок у віці від 18 років та старших — 83,5 чоловіків також старших 18 років.
Середній дохід на одне домашнє господарство  становив 42 058 доларів США (медіана — 29 732), а середній дохід на одну сім'ю — 59 473 долари (медіана — 53 000). Медіана доходів становила 50 063 долари для чоловіків та 25 662 долари для жінок. За межею бідності перебувало 11,3 % осіб, у тому числі 12,5 % дітей у віці до 18 років та 18,4 % осіб у віці 65 років та старших.
Цивільне працевлаштоване населення становило 376 осіб. Основні галузі зайнятості: освіта, охорона здоров'я та соціальна допомога — 19,1 %, виробництво — 16,0 %, роздрібна торгівля — 15,7 %.